# برونو هيريرو
برونو هيريرو (بالإسبانية: Bruno Herrero Arias) هو لاعب كرة قدم إسباني، ولد في 13 فبراير 1985 في شريش في إسبانيا. شارك مع منتخب إسبانيا تحت 18 سنة لكرة القدم. أما مع النوادي، فقد لعب مع أتليتيكو بالياريس وإشبيلية أتلتيكو وريال مورسيا ونادي إشبيلية ونادي بوريرام يونايتد ونادي جيرونا ونادي خيريث ونادي دلهي ديناموس ونادي سالامانكا.

## وصلات خارجية
- برونو هيريرو على موقع قاعدة بيانات كرة القدم.إي يو (الإنجليزية)
- برونو هيريرو على موقع Soccerway.com (الإنجليزية)
- برونو هيريرو على موقع AS.com (الإسبانية)